# Історія див
«Історія див» («Imelugu») — радянський телефільм 1977 року, знятий режисером Ірене Ляян на студії «Естонський телефільм».

## Сюжет
Музичний фільм за однойменною оперою Раймо Кангро та Кульно Сухалепа. Оригінальна ідея з оповідання Джованні Боккаччо «Декамероні» глава XX.

## У ролях
- Урмас Кібуспуу — Мазетто (співає Вяйно Пуура)
- Тене Руубель — Ермеліна (співає Сір'є Пуура)
- Каарін Райд — настоятелька монастирю
- Петро Волконський — Ріккардо
- Юта Лехісте — черниця
- Олена Поздняк — черниця
- Райне Лоо — мати Ермеліни
- Лембіт Петерсон — священник
- Анне Палувер — діва
- Калью Орро — чернець
- Ееро Спрійт — дурень / суддя / султан Вавилону

## Знімальна група
- Режисер — Ірене Ляян
- Сценарист — Енн Реккор
- Оператор — Антон Мутт
- Композитор — Раймо Кангро
- Художник — Гунта Рандла